# 騷靈現象

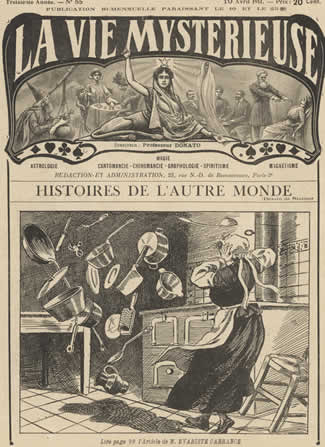
阿尔及利亚Cheragas Todescini 家的14岁佣人Therese Selles遭遇喧闹鬼的描写，出自1911年的法国杂志《 La Vie Mysterieuse 》

騷靈現象（德語：Poltergeist，/ˈpoʊltərˌɡaɪst/或/ˈpɒltərˌɡaɪst/；德文意指“吵闹的灵魂”），又名喧鬧鬼現象、波尔代热斯现象、离奇神动、神动，是一種超自然現象。在幽灵学中，骚灵被认为是一种鬼魂，它们会造成一定物理上的干扰或破坏，比如制造巨大的噪音、移动或毁坏物体。大多数关于骚灵现象的事件，当事人皆描述骚灵有掐人、咬人、打人和绊人的能力，而且它们也会将诸如家具或餐具等物体凭空漂浮起来或者移动，同时它们也会故意制造噪音，如大声敲门。舉凡一切暴力且具有破壞性的靈異事件，皆被認為是喧鬧鬼（或稱騷靈、促狹鬼）所造成。
在传统意义上喧闹鬼被描述为缠绕着某个特定人员（而不是某个特定地点）的鬼魂。而关于喧闹鬼的民间传说在许多不同的文化中都有很多变种，早期关于喧闹鬼骚扰和折磨受害者的传闻可以追溯到1世纪，而在17世纪早期，喧闹鬼的传闻则变得更加普遍。
陶比胡波執導的電影《鬼哭神號》就是以此現象為題材拍攝的電影。

## 名称来源
Poltergeist来自德语单词poltern (“发出声响”、“隆隆声”)和Geist (“鬼”、“灵体”) ，这个词本身意为“吵闹的鬼魂”、“喧闹鬼”或“发出声响的灵体”。雷内·苏德雷（René Sudre）后来杜撰了一个源自希腊语thorybein（制造噪音或混乱）的同义词thorybism。

## 解释
有许多人声称，部分超自然现象都可以用骚灵现象来解释，然而他们所谓的证据和推断迄今仍经不起大众推敲。

#### 自然现象
许多喧闹鬼事件后来经调查皆被证明是恶作剧。
心理学研究人员弗兰克·波德莫尔（Frank Podmore）提出了“淘气的小女孩”理论来解释喧闹鬼案例（在这些个案中很多都集中在青少年身上，尤其是女孩）。他发现，所谓的喧闹鬼现象的吵闹来源往往都会指向家庭中的孩子，孩子由于想引起大人的关心或关注会悄悄向周围扔东西。持怀疑态度的调查员乔·尼克尔（Joe Nickell）认为很多喧闹鬼事件通常源于“一个有动机引起恶作剧的个人”。尼克尔称：
在典型的喧闹鬼事件中，一股看不见的未知力量把会把一些小物体抛到空中和掀翻一些家具，或者则制作其他干扰。其实这通常都是一些故意愚弄大人的小孩所做的恶作剧。
尼克尔说，而那些容易联想到灵异事件的大人往往会对恶作剧行为产生敏感度，并在以后对媒体夸大其对事情的描述。
在部分“喧闹鬼”事件中，目击者报告说，物体不明不白的从之前的位置移动到了下个位置，但如果是恶作剧的话，恶作剧者很可能是在更早的某个时候悄悄得到了这个物体，并等待机会将其扔出去，或直接是从房间外面扔出去，因此恶作剧者往往在事后都声称自己是无辜的。
目前物理上的解釋如下所列：
1. 人為惡作劇：通常是屋內某位青少年趁其他人不注意之際，偷擲東西而已，理由可能是想引起大人的關心，或只為了好玩。
2. 靜電、電磁場、次聲波、超音波、或離子化空氣，可能是誘發因素。
3. 不尋常氣流、聲懸浮（英语：acoustic levitation）引起的空氣振動、地下水流引發的震顫，也可能是物體移動的原因[7]。
4. 球狀閃電也可能是原因[8]。

## 著名案例

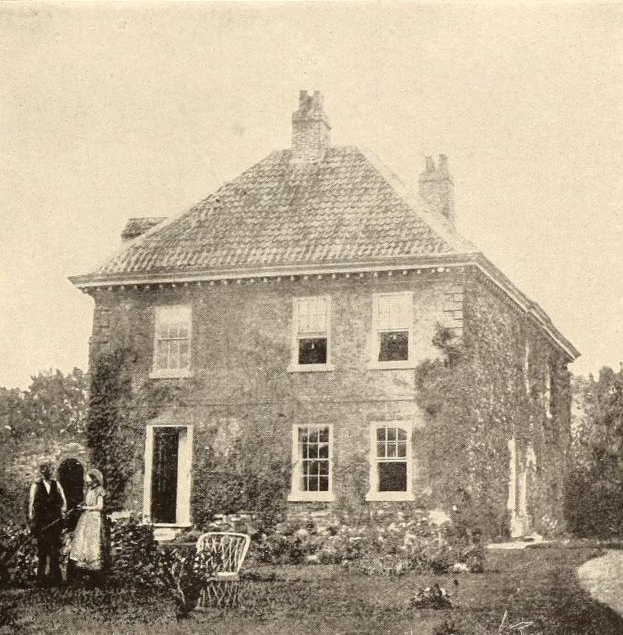
艾普沃斯教区

- 魔鬼学家乔治·辛克莱（英语：George Sinclair (mathematician)）（1654年-1656年）
- 蒂德沃思的鼓手（1662年）
- 奥亨凯恩吵闹鬼（1695年）
- 艾普沃斯教区（1716年–1717年）
- 辛顿 · 安普纳宅邸（1764年-1771年）
- 斯托克韦尔骚灵事件（1772年）
- 桑普福德·佩弗利尔（1810-1811年）
- 贝尔女巫事件（1817–1872年）
- 爱德华·摩尔（1834年）
- 念力（安吉丽·科廷）（1846 年）
- 巴拉奇之家（1876 年）
- 大阿默斯特之谜（1878–1879年）
- 喀里多尼亚·米尔斯（1899-1922年）
- Gef（1931年）
- 博尔利教区长馆（1937年）[9]
- 南多·弗多（1938年）
- 威廉·G·罗尔（1958年）
- 马修·曼宁（1960–1970年）[10]
- 灯灭之时（1960–1970年）
- 罗森海姆骚灵事件（1967年）[11][12]
- 阿米蒂维尔骚灵事件（1975年）
- 恩菲尔德骚灵事件（1977年）
- 桑顿路骚灵事件（1981年）
- 蒂娜·雷施（1984年）
- 坎内托-迪卡罗尼亚火灾（2004–2005年）[13]

## 文學形象
英國女作家J.K.羅琳的奇幻小說《哈利波特》中，有一隻「皮皮鬼」，據信就是一隻喧鬧鬼。